# 吉田喜一
吉田喜一（1919年3月6日—1944年12月21日）是一位日本游泳运动员，他在早稻田大學就讀期間曾参与1936年夏季奥林匹克运动会男子100米仰泳项目。1944年12月，吉田喜一在棉兰老岛上參與特攻行動並在戰鬥中陣亡。